# Jüdischer Friedhof (Kenderes)
Koordinaten: 47° 15′ 4,3″ N, 20° 39′ 50,8″ O

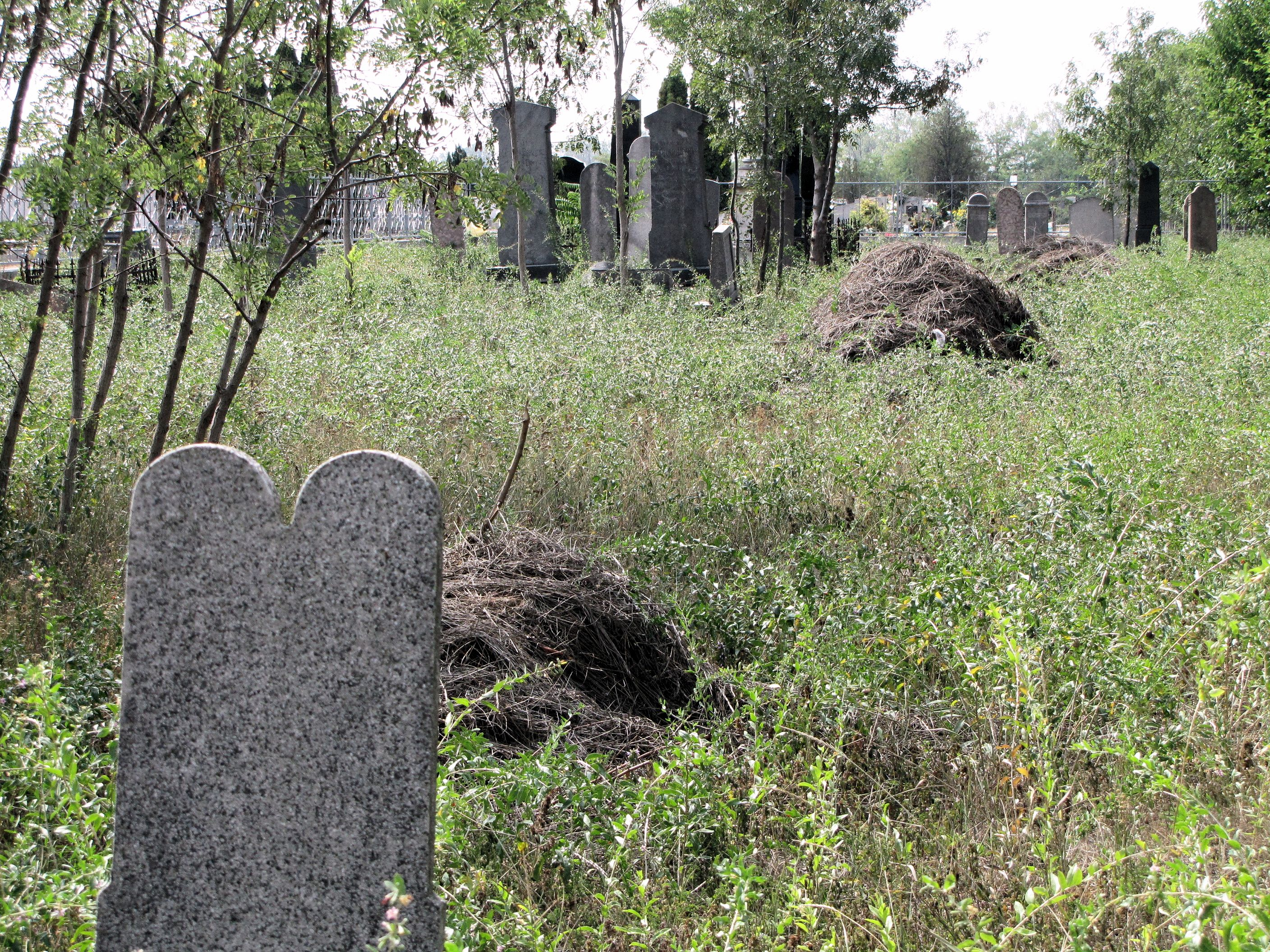
Jüdischer Friedhof in Kenderes

Der Jüdische Friedhof in Kenderes, einer Stadt im Kreis Karcag im Komitat Jász-Nagykun-Szolnok in Ungarn, liegt nördlich des allgemeinen Friedhofs und steht unter der Obhut der Stadtverwaltung.